# Altocúmulus castellanus
La altocumulus castellanus es una nube de altura media de la familia B.
Se las llama altocumulus castellanus por sus proyecciones en forma de torres que crecen desde la base de la nube, desde 2 km y hasta los 6 km.
Las nubes castellanus son evidencia de inestabilidad de media atmósfera hasta la tropopausa, y preanuncio de mal tiempo, si las corrientes de convección pueden conectarse con capas inestables en la tropósfera, y el continuo desarrollo de nubes castellanus pueden producir nubes cumulonimbus y tormentas.
Las nubes altocumulus castellanus indican fuerte turbulencia para la aeronavegación.